# 22064 Angelalewis
22064 Angelalewis è un asteroide della fascia principale. Scoperto nel 2000, presenta un'orbita caratterizzata da un semiasse maggiore pari a 2,7253371 UA e da un'eccentricità di 0,1044328, inclinata di 9,60934° rispetto all'eclittica.